# Марк Лоллий Паулин Валерий Азиатик Сатурнин
Марк Лоллий Паулин Валерий Азиатик Сатурнин (лат. Marcus Lollius Paullinus Valerius Asiaticus Saturninus) — римский политический деятель и сенатор конца I века и первой четверти II века.
Его отцом был легат пропретор Белгики Децим Валерий Азиатик, а матерью —  Вителлия, дочь императора Вителлия от Галерии Фунданы. Известно, что Сатурнин входил в состав коллегий коллинских салиев и понтификов, а также занимал должности монетария, квестора (около 85 года), претора (около 90 года). В 94 году он был консулом-суффектом с Гаем Анцием Авлом Юлием Квадратом. В 101 году, по всей видимости, Сатурнин присутствовал на заседании сената, разбиравшего дело Юлия Басса, который подозревался в вымогательстве в провинции. Он поддержал более мягкий вариант обвинительного приговора и затем внёс предложение привлечь к суду обвинителя Басса Феофана за аналогичное преступление.
Сатурнин имел репутацию справедливого и твёрдого человека. В 107—108 годах он занимал пост проконсула Азии, а в 125 году ординарного консула с Луцием Эпидием Тицием Аквилином. Кроме того, Сатурнин занимал должность префекта Рима.